# DFB-Pokal 1961-1962
La DFB-Pokal 1962 fu la 19ª edizione della competizione. Vide sfidarsi 16 squadre nei 4 turni del trofeo. In finale il Norimberga sconfisse il Fortuna Düsseldorf 2–1 dopo i tempi supplementari.

## Ottavi di finale
| Squadra 1             | Risultato | Squadra 2               |
| --------------------- | --------- | ----------------------- |
| 28.07.1962            |           |                         |
| Hildesheim            | 3 - 2     | Westfalia Herne         |
| Holstein Kiel         | 3 - 4     | Schalke 04              |
| Magonza               | 0 - 5     | Colonia                 |
| Fortuna Düsseldorf    | 2 - 1     | Sportfreunde Lebenstedt |
| Monaco 1860           | 6 - 1     | Hessen Kassel           |
| Saarbrücken           | 4 - 1     | Eintracht Braunschweig  |
| Saar 05               | 0 - 3     | Norimberga              |
| Eintracht Francoforte | 1 - 0     | Tasmania Berlino        |

## Quarti di finale
| Squadra 1   | Risultato   | Squadra 2             |
| ----------- | ----------- | --------------------- |
| 08.08.1962  |             |                       |
| Norimberga  | 11 - 0      | Hildesheim            |
| Saarbrücken | 2 - 2 (dts) | Fortuna Düsseldorf    |
| Schalke 04  | 4 - 2       | Monaco 1860           |
| Colonia     | 1 - 2 (dts) | Eintracht Francoforte |

### Ripetizione
| Squadra 1          | Risultato | Squadra 2   |
| ------------------ | --------- | ----------- |
| 15.08.1962         |           |             |
| Fortuna Düsseldorf | 2 - 1     | Saarbrücken |

## Semifinali
| Squadra 1          | Risultato | Squadra 2             |
| ------------------ | --------- | --------------------- |
| 22.08.1962         |           |                       |
| Norimberga         | 4 - 2     | Eintracht Francoforte |
| Fortuna Düsseldorf | 3 - 2     | Schalke 04            |

## Finale
| Squadra 1  | Risultato   | Squadra 2          |
| ---------- | ----------- | ------------------ |
| 29.08.1962 |             |                    |
| Norimberga | 2 - 1 (dts) | Fortuna Düsseldorf |

| Arbitro: | Rolf Seekamp (Brema) |

|                        |           |               |
| Haseneder 71’ Wild 93’ | Marcatori | 58’ Wolfframm |

| 1. FC Nürnberg:  |   |                     |
|                  |   |                     |
| GK               | 1 | Roland Wabra        |
| DF               |   | Paul Derbfuß        |
| DF               |   | Helmut Hilpert      |
| MF               |   | Gustav Flachenecker |
| MF               |   | Ferdinand Wenauer   |
| MF               |   | Stefan Reisch       |
| FW               |   | Kurt Dachlauer      |
| FW               |   | Kurt Haseneder      |
| FW               |   | Heinz Strehl        |
| FW               |   | Tasso Wild          |
| FW               |   | Richard Albrecht    |
| Allenatore:      |   |                     |
| Herbert Widmayer |   |                     |

| Fortuna Düsseldorf |   |                       |
|                    |   |                       |
| GK                 | 1 | Horst Zimmermann      |
| DF                 |   | Franz-Josef Wolfframm |
| DF                 |   | Hans Erwin Volberg    |
| MF                 |   | Werner Vigna          |
| MF                 |   | Karl Hoffmann         |
| MF                 |   | Albert Görtz          |
| FW                 |   | Manfred Krafft        |
| FW                 |   | Hermann Straschitz    |
| FW                 |   | Bernhard Steffen      |
| FW                 |   | Peter Mayer           |
| FW                 |   | Hilmar Hoffer         |
| Allenatore:        |   |                       |
| Jupp Derwall       |   |                       |

1. FC Nürnberg
(3º successo)